# جهم بن صفوان
هو أبو محرز، الجهم بن صفوان الترمذي، من موالي بني راسب ويعود أصله إلى مدينة في ترمذ والتي تقع حاليا في أوزباكستان على الحدود الأفغانية (إحدى قبائل الأذر)، ولد ونشأ في الكوفة. كان حاد الذكاء قوي الحجة ذا دأب وفطنة وفكر وجدال ومراء، صحب الجعد بن درهم بعد قدومه إلى الكوفة وتأثر بتعاليمه، وبعد مقتل الجعد عام 105 هـ حمل لواء (المعطلة) من بعده إلى أن نفي إلى ترمذ في خراسان.

## في ترمذ
كان الجهم بارعاً في علم الكلام فأخذ بنشر مذهبه في ترمذ إلى أن ظهر فيها وصار له أتباع، ووصل مذهبه إلى بلخ (إحدى أكبر مدن خراسان آنذاك) وانتشر فيها. وهناك كان يكثر من المناظرات والجدال، فكان يناظر قوماً يقال لهم السمنية من فلاسفة الهند، وكان يذهب إلى مسجد مقاتل بن سليمان (المفسر الشهير)؛ ليناظره، حيث كان مقاتل - بعكس الجهم بن صفوان تماماً. وفي ترمذ تعرف الجهم على الحارث بن سريج التميمي عظيم الأزد بخراسان وصار كاتباً له.

## مذهبه
كان جهم بن صفوان مشتغلا بعلم الكلام، وقال أن كلام الله إنما هو صفة فعل كسائر الأفعال التي تحدث في العالم وهي أيضا من خلقه، وترتب على ذلك القول بخلق القرآن، كما كان ينفي رؤية الله في الآخرة ويحتج بقوله تعالى: { لا تدركه الأبصار }. 
وكل هذه المعتقدات ورثتها عنه وزادت عليها فرقة المعتزلة التي ظهرت مع منتصف القرن الثاني الهجري، ولكن الجهم يختلف عن المعتزلة في بضعة مسائل:
- ذهب إلى أن الإنسان لا يوصف بالاستطاعة؛ أي أنه مجبر في هذه الحياة وإنما الثواب والعقاب بأفعال العباد الباطنية.
- قال بأن الجنة والنار تفنيان وقال إن حركات أهل الخالدين تنقطع والجنة والنار تفنيان بعد دخول أهلهما فيها وتلذذ أهل الجنة بنعيمها وتألم أهل النار بعذابها؛ وحمل الآية (خالدين فيها أبداً) على المبالغة والتأكيد دون الحقيقة في التخليد.
- قال بأن الإيمان عقد بالقلب دون التلفظ باللسان.

## مقتله
في خراسان سنة 128 هـ تناظر الوالي نصر بن سيار الكناني والحارث بن سريج التميمي ورضيا أن يحكم بينهما مقاتل بن حيان النبطي ، والجهم بن صفوان فحكما أن يعزل نصر ويكون الأمر شورى، فامتنع نصر من قبول ذلك، ولزم الجهم بن صفوان وغيره قراءة سيرة الحارث على الناس في المجامع والطرق، فاستجاب له خلق كثير، وجمع غفير، فعند ذلك انتدب لقتاله جماعات من الجيوش عن أمر نصر بن سيار، فقصدوه فحاجف دونه أصحابه، فقتل منهم طائفة كثيرة منهم الجهم بن صفوان، طعنه رجل في فيه فقتله، ويقال: بل أسر الجهم فأوقف بين يدي سلم بن أحوز فأمر بقتله، فقال: إن لي أماناً من ابنك. فقال: ما كان له أن يؤمنك، ولو فعل ما أمنتك، ولو ملأت هذه الملاءة كواكب، وأنزلت إلي عيسى ابن مريم ما نجوت، والله لو كنت في بطني لشققت بطني حتى أقتلك. وأمر عبد ربه بن سيسن فقتله.